# Cá mập thiên thần Chile
Cá mập thiên thần Chile, tên khoa học Squatina armata, là một loài cá mập trong chi Squatina, chi duy nhất còn sinh tồn trong họ và bộ của nó. Loài này được Philippi Krumweide miêu tả khoa học đầu tiên năm 1887.